# Joe Murphy
Joe Murphy (ur. 16 października 1967 w miejscowości London w Kanadzie) – kanadyjski były zawodowy hokeista. W latach 1986–2001 występował w lidze NHL na pozycji prawego skrzydłowego. Wybrany z numerem 1 w pierwszej rundzie draftu NHL w 1986 roku przez Detroit Red Wings. Grał w drużynach: Detroit Red Wings, Edmonton Oilers, Chicago Blackhawks, St. Louis Blues, San Jose Sharks, Boston Bruins oraz Washington Capitals.
- Statystyki NHL:
  - W sezonach zasadniczych NHL rozegrał łącznie 779 spotkań, w których strzelił 233 bramki oraz zaliczył 295 asyst. W klasyfikacji kanadyjskiej zdobył więc łącznie 528 punktów. 810 minut spędził na ławce kar.
  - W play-offach NHL brał udział 12-krotnie. Rozegrał w nich łącznie 120 spotkań, w których strzelił 34 bramki oraz zaliczył 43 asysty, co w klasyfikacji kanadyjskiej daje razem – 77 punktów. 185 minut spędził na ławce kar.